# 惣作町 (瀬戸市)
惣作町（そうさくちょう）は、愛知県瀬戸市東名連区の町名。丁番を持たない単独町名である。

## 地理
- 瀬戸市の南東部に位置する[7]。西を鐘場町、北を新明町・小空町・西窯町、東を凧山町・巡間町、南を門前町と隣接している[7]。
- 赤津川左岸の田園地帯で、工場が点在している。かつてはその社員寮もあった[7]が、現在は廃止されている。
- 鐘場町にかけて、古代から近世に亘る遺物散布地となっており、惣作・鐘場遺跡と呼ばれている[8]

### 河川
赤津川 ： 町の北部を西流している。
- 赤津川（惣作町内）

### 学区
市立小・中学校に通う場合、学区は以下の通りとなる。また、公立高等学校普通科に通う場合の学区は以下の通りとなる。
| 番・番地等 | 小学校                 | 中学校                 | 高等学校 |
| ---------- | ---------------------- | ---------------------- | -------- |
| 全域       | 瀬戸市立にじの丘小学校 | 瀬戸市立にじの丘中学校 | 尾張学区 |

## 歴史

### 町名の由来
町名設定の際、赤津村字惣作の字名を採って惣作町にしたと推察される。

### 沿革
- 1943年（昭和18年）8月9日 - 瀬戸市大字赤津字惣作・小巡間の各一部と字小谷戸・クゴ・池坪の全域により、同市惣作町として成立[2]。

## 世帯数と人口
2025年（令和7年）3月1日現在の世帯数と人口は以下の通りである。
| 町丁   | 世帯数 | 人口 |
| ------ | ------ | ---- |
| 惣作町 | 0世帯  | 0人  |

### 人口の変遷
国勢調査による人口の推移
| 1995年（平成7年）  | 7人 | [ 11 ] |  |
| 2000年（平成12年） | 0人 | [ 12 ] |  |
| 2005年（平成17年） | 0人 | [ 13 ] |  |
| 2010年（平成22年） | 0人 | [ 14 ] |  |
| 2015年（平成27年） | 0人 | [ 15 ] |  |
| 2020年（令和2年）  | 0人 | [ 16 ] |  |

### 世帯数の変遷
国勢調査による世帯数の推移。
| 1995年（平成7年）  | 5世帯 | [ 11 ] |  |
| 2000年（平成12年） | 0世帯 | [ 12 ] |  |
| 2005年（平成17年） | 0世帯 | [ 13 ] |  |
| 2010年（平成22年） | 0世帯 | [ 14 ] |  |
| 2015年（平成27年） | 0世帯 | [ 15 ] |  |
| 2020年（令和2年）  | 0世帯 | [ 16 ] |  |

## 交通

### 鉄道
町内に鉄道は走っていない。最寄り駅は名鉄瀬戸線尾張瀬戸駅になる。

### バス
町内にバスは走っていない。最寄りのバス停は、名鉄バス「東山線」【11】【12】系統の太子町バス停になる。

### 道路
愛知県道22号瀬戸環状線 ： 町の中央部を南北に通っている。

## 施設
- 丸仙陶器原料工場[7] ： 1918年（大正7年）創業。1971年（昭和46年）この地に工場を設立。窯業原料・化粧品原料の製造会社[17]。
- 藤井鉱業株式会社[7] ： 窯業関係の工場。
- 豊田合成 瀬戸工場 ： 1949年（昭和24年）創業。2007年（平成19年）この地に工業を設立。様々な機械・機器のゴム・合成樹脂製品や半導体等の製造・販売をしている会社[18]。

- 丸仙陶器原料工場
- 藤井鉱業株式会社
- 豊田合成 瀬戸工場

## その他

### 日本郵便
- 郵便番号 : 489-0843[5]（集配局：瀬戸郵便局[19]）。